# Боярское (озеро, Томская область)
Боярское — пойменное озеро в России, в 500 метрах северо-западнее озера Сенная Курья. Находится на территории Заречного сельского поселения в Томском районе Томской области, на левом берегу реки Томи, в междуречье Томи и Кисловки, примерно в одном километре к западу от старого Коммунального моста Томска. Озеро является старицей (следом бывшего русла) реки Томи, имеет серповидную форму. Длина озера с севера на юг 600 метров, ширина около 100 метров. Преобладающие глубины до 2 метров, местами 5—6 метров. Озеро Боярское является популярным местом летнего отдыха для жителей Томска, а также местом проведения крещенских купаний. В озере водятся речной окунь, щука и линь. Озеро Боярское является традиционным местом заготовки ледяных блоков, используемых для создания ледовых скульптур, размещаемых в зимнее время на улицах Томска.